# Merodonta crassifemur
Merodonta crassifemur är en tvåvingeart som beskrevs av Malloch 1940. Merodonta crassifemur ingår i släktet Merodonta och familjen fritflugor. Inga underarter finns listade i Catalogue of Life.